# Венцел Райчев
Венцел Йорданов Райчев е български преводач, журналист и социолог.

## Биография
Роден е на 18 ноември 1930 г. в с. Петърница, Плевенско, където баща му е директор на училището, а майка му – учителка. Малко след раждането му семейството му се премества в софийския квартал Коньовица. Завършва Пета мъжка гимназия в столицата. Още като ученик става член на РМС.
Завършва Висшето военноморско училище „Никола Йонков Вапцаров“ във Варна през 1952 г. като корабоводител и задочно филологическия факултет на Софийския държавен университет.
Кандидат на социологическите науки (Доктор) от 1978 г. с дисертация на тема „Ролевите конфликти като характеристика на личността и показател за състоянието на социалнопсихичния климат“.
Член е на БКП от 1952 г.
Започва работа като журналист в органа на ЦК на БКП „Работническо дело“, където работи от 1961 до 1966 г. Напуска го, за да започне работа в току-що основания вестник „Народна култура“. През 1968 г. вече е във вестник „Отечествен фронт“. През 1971 г. се премества във вестник „Софийские новости“.
През втората половина на 80-те години на ХХ в. е главен редактор на вестник „Софийские новости“, издание на Агенция „София прес“. През 1988 – 1989 г. работи в бюрото на агенцията в Москва. От 15 февруари 1990 г. до 29 юли 1993 г. е главен директор на агенция „София прес“.
Автор е на над 80 художествени и обществено-политически книги и близо 2500 статии в периодичния печат. Научната му продукция включва над 40 публикации в научни списания и социологически сборници.
Един от най-изявените български преводачи на художествена литература от руски език през втората половина на миналия век. Известен е с преводите си на Александър Солженицин (включително на романа „Един ден на Иван Денисович“), Фьодор Достоевски, Антон Чехов, Юрий Трифонов, Василий Аксьонов.
Женен за Кира Андрейчина, дъщеря на Георги Андрейчин. Венцел Райчев е баща на социолога Андрей Райчев и журналиста Владимир Райчев, съосновател на пресгрупа „168 часа“.
Умира след продължително боледуване на 2 юни 2009 г.